# Марк Антоній Антілл
Марк Антоній Антіл (лат. Marcus Antonius Antyllus; 46 до н. е., Рим, Римська республіка —23 серпня 30 до н. е.) — давньоримський нобіль часів пізньої Римської республіки.

## Життєпис
Походив з роду Антоніїв. Син Марка Антонія, консула 44 року до н. е., і Фульвії.
17 березня 44 року батько відправив його на Капітолій заручником, щоб гарантувати безпеку вбивць Гая Цезаря. У січні 43 року до н. е. мати вивела його на вулицю в жалобній одежі і благала сенаторів не оголошувати Марка Антонія ворогом держави.
З 41 року до н. е. мешкав з батьком на Сході. У 37 році до н. е. був заручений з Юлією, донькою Октавіана, але шлюб не відбувся через конфлікт Марка Антонія з Октавіаном. Після поразки під Акцієм у 31 році до н. е. Марк Антоній оголосив Антіла повнолітнім, щоб підняти моральний дух легіонерів і вказати їм на наступника. Після цього він відправив Антіла послом до Октавіана з великою купою грошей, проте Октавіан відіслав його назад без відповіді. Після взяття Олександрії Октавіаном і самогубства Марка Антонія у 30 році до н. е. Антіл переховувався в храмі, але був виданий Октавіану своїм денщиком і охоронцем Феодором і страчений.